# Friedrich Rakob
Friedrich Rakob, né le 25 juillet 1931 à Ennigloh et mort le 28 décembre 2007 à Münster, est un architecte et archéologue allemand. Ses activités de recherche à l'Institut archéologique allemand de Rome portent principalement sur la Tunisie et l'Afrique du Nord.

## Biographie
Friedrich Rakob naît à Ennigloh près de Bünde en Rhénanie-du-Nord-Westphalie. À la suite de son baccalauréat, obtenu en 1952, il commence des études d'architecture à l'université technique de Munich durant le semestre d'hiver 1952-1953. Il devient aussi auditeur libre en archéologie, histoire de l'art, littérature et logistique à l'université Louis-et-Maximilien de Munich.
En 1954, il obtient son diplôme de premier cycle et entre à l'Institut de technologie de Karlsruhe (KIT), où il devient assistant étudiant à l'Institut d'histoire de l'architecture. Les professeurs de Rakob sont entre autres l'archéologue classique Walter-Herwig Schuchhardt (de) et l'architecte et ancien directeur de l'Institut d'histoire de l'architecture, Arnold Tschira (de). Ce dernier suggère à Rakob le sujet de sa thèse de doctorat, la piazza d'Oro dns la Villa d'Hadrien (Tivoli), où Rakob mène des recherches à partir de 1955. S'ensuit d'autres recherches plus poussées au Céramique et sur le Parthénon à Athènes, que Rakob entreprend conjointement avec Tschira et Schuchhardt.
En 1958, Rakob passe son diplôme au KIT, sous la direction d'Otto Ernst Schweizer (de) et, en 1961, devient pour une année l'assistant de recherche de Tschira à l'Institut d'histoire de l'architecture. Par la suite, il accepte un poste d'adjoint en architecture romaine à l'Institut archéologique allemand de Rome, qui sera désormais le centre de sa vie professionnelle. De 1960 à 1963, il supervise avec Tschira les recherches dans la Maison du Faune à Pompéi et devient à cette époque conseiller scientifique.
En 1963, Armin von Gerkan et Heinrich Drerup (de) recommandent Rakob pour la bourse de voyage de l'Institut archéologique allemand (DAI) ; ce voyage de six mois a effectivement lieu en 1963 et 1964 et a pour destination des sites archéologiques dans le nord de la Grèce, en Turquie, en Syrie, en Israël, en Jordanie, en Égypte, en Libye et en Tunisie. Rakob voyage entre autres avec Hugo Brandenburg (de) durant un temps et, pendant une période plus longue, avec Paul Zanker (en) à travers la Grèce.
En 1967, il termine son doctorat au KIT avec Die Piazza d'Oro in der Villa Hadriana bei Tivoli. Il prend en charge la direction des fouilles en Afrique du Nord à la fin des années 1970. Entre autres choses, il fouille, en coopération avec l'Institut national d'art et d'archéologie (futur Institut national du patrimoine) tunisien, les carrières romaines de Chemtou, où le marbre jaune antique, le giallo antico ou marmor numidicum réputé sous l'Empire romain et particulièrement sous le règne d'Hadrien, était extrait. En 1984, il y cesse ses activités mais continue de se rendre sur place deux fois par an jusqu'en 1996.
Après plusieurs campagnes menées en Tunisie et en Algérie, son objet de recherches le plus important, à partir de 1974, est la fouille du site de Carthage. Comme le développement rapide de la ville moderne au début des années 1970 risque de détruire à jamais les vestiges de l'antique cité, un certain nombre d'archéologues tunisiens connus, dont Azedine Beschaouch, se prononcent pour leur préservation. L'Unesco lance une vaste campagne internationale entre 1972 et 1992 afin de sauver le site archéologique, dont le point culminant est le classement au patrimoine mondial en 1979. Dans le cadre de cette campagne, l'Institut archéologique allemand de Rome y mène également des projets sous la direction de Rakob, qui supervise principalement les fouilles et l'étude du quartier Magon dont il publie l'histoire à l'occasion de nombreuses campagnes. Au total, Rakob dédie à la Tunisie et à l'Afrique du Nord plus de trois décennies de ses recherches.
Rakob part à la retraite en 1996 et se dévoue jusqu'à la veille de sa mort à la mise à jour des matériaux issus de ses travaux scientifiques. Il meurt le 28 décembre 2007 à Münster, près de son lieu de naissance. Avec un volume total d'environ 110 970 objets, son héritage, recueilli à l'Institut archéologique allemand de Rome, représente une source importante d'information ; il est actuellement numérisé et rendu accessible dans le cadre de la mise à disposition des archives de l'institut concernant l'Afrique du Nord.

## Honneurs
Le KIT confère à Rakob un titre de professeur honoraire dans les années 1970, en reconnaissance de ses recherches. Dans le même temps, il est décoré de la croix d'officier de l'ordre du Mérite de la République fédérale d'Allemagne, ainsi que de la distinction de commandeur de l'ordre du Mérite culturel tunisien pour ses activités de médiateur entre les cultures nord-africaine et européenne. Il est par ailleurs un membre régulier du DAI.

## Publications
Voici une sélection des publications de Friedrich Rakob :

### Ouvrages
- (de) Litus beatae veneris aureum: Untersuchungen am "Venustempel" in Baiae, Heidelberg, Kerle, 1961.
- (de) Die Piazza d'Oro in der Villa Hadriana bei Tivoli, Karlsruhe, Institut de technologie de Karlsruhe, 1967.
- (de) Der Rundtempel am Tiber in Rom, Mayence, Philipp von Zabern, 1973.
- (de) Karthago - Archäologischer Park: Magon-Viertel, Mayence, Philipp von Zabern, 1984.
- (de) Zwischen Rom und Karthago, Mayence, Philipp von Zabern, 1997.

### Articles
- (de) « Die Rotunde in Palestrina », Mitteilungen des Deutschen Archäologischen Instituts, Römische Abteilung (de), no 97,‎ 1990, p. 61-92.
- (de) « Ein punisches Heiligtum in Karthago und sein römischer Nachfolgebau: Erster Vorbericht », Mitteilungen des Deutschen Archäologischen Instituts, Römische Abteilung (de), no 98,‎ 1991, p. 33-80.
- (de) « Der Neufund einer römischen Turbinenmühle in Tunesien », Antike Welt (de), no 24,‎ 1993, p. 286-287.
- (de) « Karthago - 1500 Jahre Stadtgeschichte », Archäologie in Deutschland (de), no 2,‎ 1995, p. 12-17.